# Hans Hassel

Hans Hassel als Student in Göttingen im Jahre 1880

Hans Hassel (* 28. Juli 1860; † 10. September 1932 in Braunschweig) war ein deutscher Jurist und Präsident des Verwaltungsgerichtshofes Braunschweig.

## Leben
Hassel wurde als Sohn eines Oberamtsrichters aus Helmstedt geboren und studierte ab 1879 Rechtswissenschaften an der Georg-August-Universität Göttingen, wo er 1880 Mitglied der Burschenschaft Holzminda wurde. Ab 1909 war er Oberregierungsrat und Mitglied des Verwaltungsgerichtshofes in Braunschweig, dessen Präsident er vom 1. Mai 1911 bis 31. Oktober 1928 war.
Er war weiterhin bis zu seinem Tod Vorsitzender des Landesverbandes Braunschweig der Inneren Mission.

## Veröffentlichungen
- Das Rettungshaus bei St. Leonhard in Braunschweig. In: Braunschweigisches Magazin. 1897 Nr. 6, S. 41–44, OCLC 833832620.
- Invalidenversicherung in Braunschweig 1891–1899. In: Braunschweigisches Magazin. 1899 Nr. 18, S. 137–143.
- Die sachliche Zuständigkeit des Verwaltungsgerichtshofes (nach dem Rechtszustande vom 1. Mai 1927). Waisenhaus-Buchdruckerei, Braunschweig 1927, OCLC 247341397.